# Монастероло-дель-Кастелло
Монастероло-дель-Кастелло (итал. Monasterolo del Castello) — коммуна в Италии, располагается в регионе Ломбардия, в провинции Бергамо.
Население составляет 1185 человек (2008 г.), плотность населения составляет 109 чел./км². Занимает площадь 8 км². Почтовый индекс — 24060. Телефонный код — 035.
В коммуне 15 августа особо празднуется Успение Пресвятой Богородицы.

## Демография
Динамика населения:

## Администрация коммуны
- Официальный сайт: http://www.comune.monasterolo-del-castello.bg.it/